# Chitra (zoologia)
Chitra Gray, 1844 è un genere di tartarughe della famiglia dei Trionichidi.

## Tassonomia
Al genere sono ascritte le seguenti tre specie:
- Chitra chitra (Gray, 1831) – chitra asiatica
- Chitra indica (Gray, 1831) – chitra indiana
- Chitra vandijki Mccord & Pritchard, 2003 – chitra birmana